# Mount Clemens
Mount Clemens är administrativ huvudort i Macomb County i den amerikanska delstaten Michigan. Orten har fått sitt namn efter bosättaren Christian Clemens. Enligt 2010 års folkräkning hade Mount Clemens 16 314 invånare.

## Kända personer från Mount Clemens
- Dean Cain, skådespelare
- Adrienne Frantz, skådespelare
- Richard A. Searfoss, astronaut